# Psapharochrus peritapnioides
Psapharochrus peritapnioides là một loài bọ cánh cứng trong họ Cerambycidae.